# أبو الحسن الزندوردي
أبو الحسن حيدرة بن عمر بن الحسين بن الخطاب بن الريان الزندوردي الصغاني (ت. 358 هـ)، عالم وفقيه، وأحد فقهاء مذهب الظاهرية في الإسلام.

## سيرته
أصله من بغداد، و«الزَّندَوَردِيّ» هذه النسبة إلى زندورد، وهي من نواحي بغداد.
أخذ علوم الفقه عن عبد الله بن أحمد بن المغلس وأخذ البغداديون عن حيدرة علم داود الظاهري. وله مختصر في مذهب داود الظاهري ثم ولع بكتب محمد بن الحسن الشيباني وبكلامه، وضع على الجامع الصغير كتاباً، وكان يعظم محمداً.
توفي حيدرة بن عمر، يوم الثلاثاء لثمان بقين من جمادي الأولى، سنة 358 هـ / 969م، ودفن يوم الأربعاء في مقابر الخيزران.
ولحيدرة ابن اسمه "الحسين" - الشاهد الداودي - (ت. 399 هـ)، مشي أيضاً على مذهب أبيه الظاهري.

## مؤلفاته
- مختصر فى مذهب داود.